# Miến

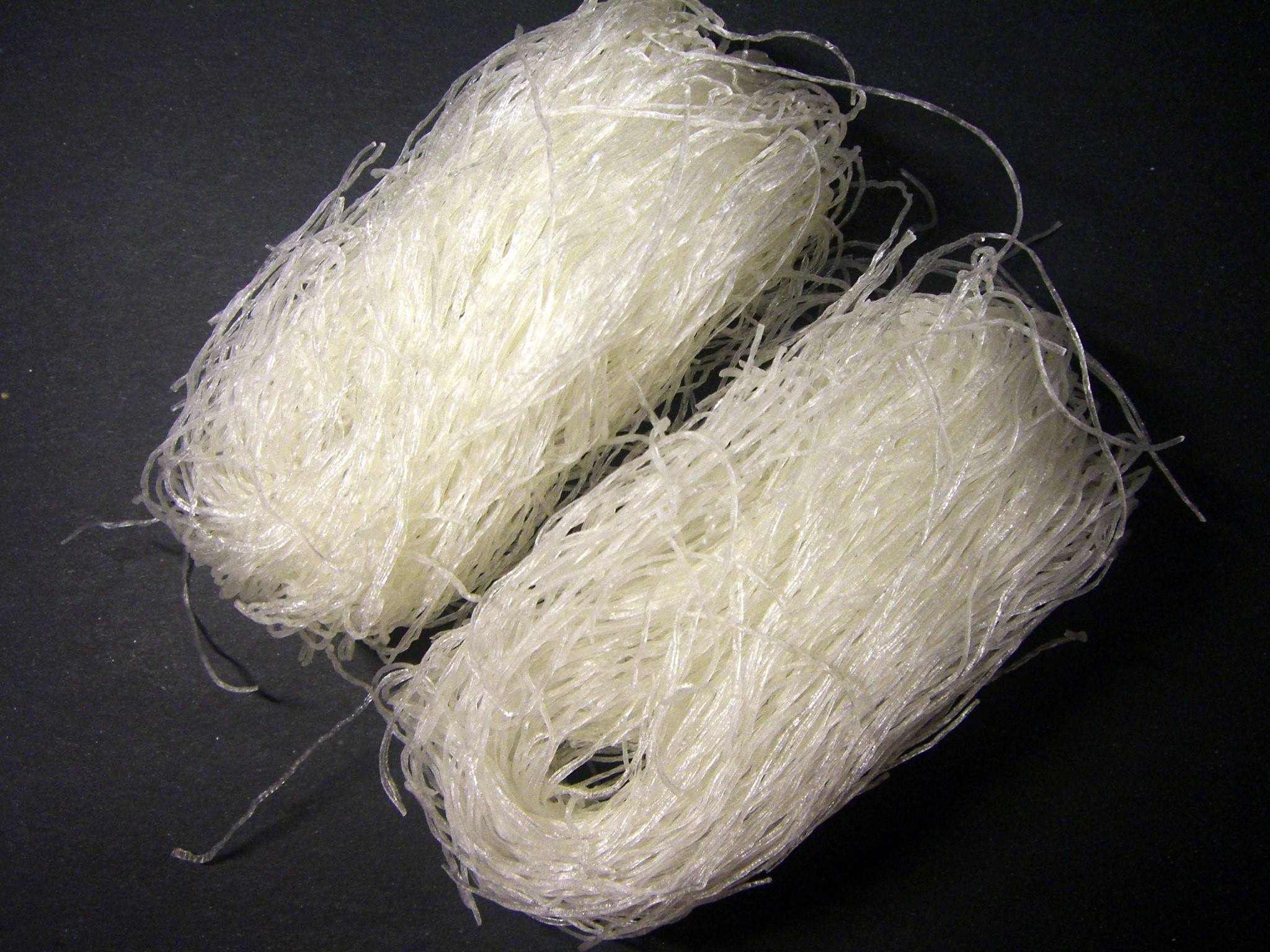
Một vắt miến

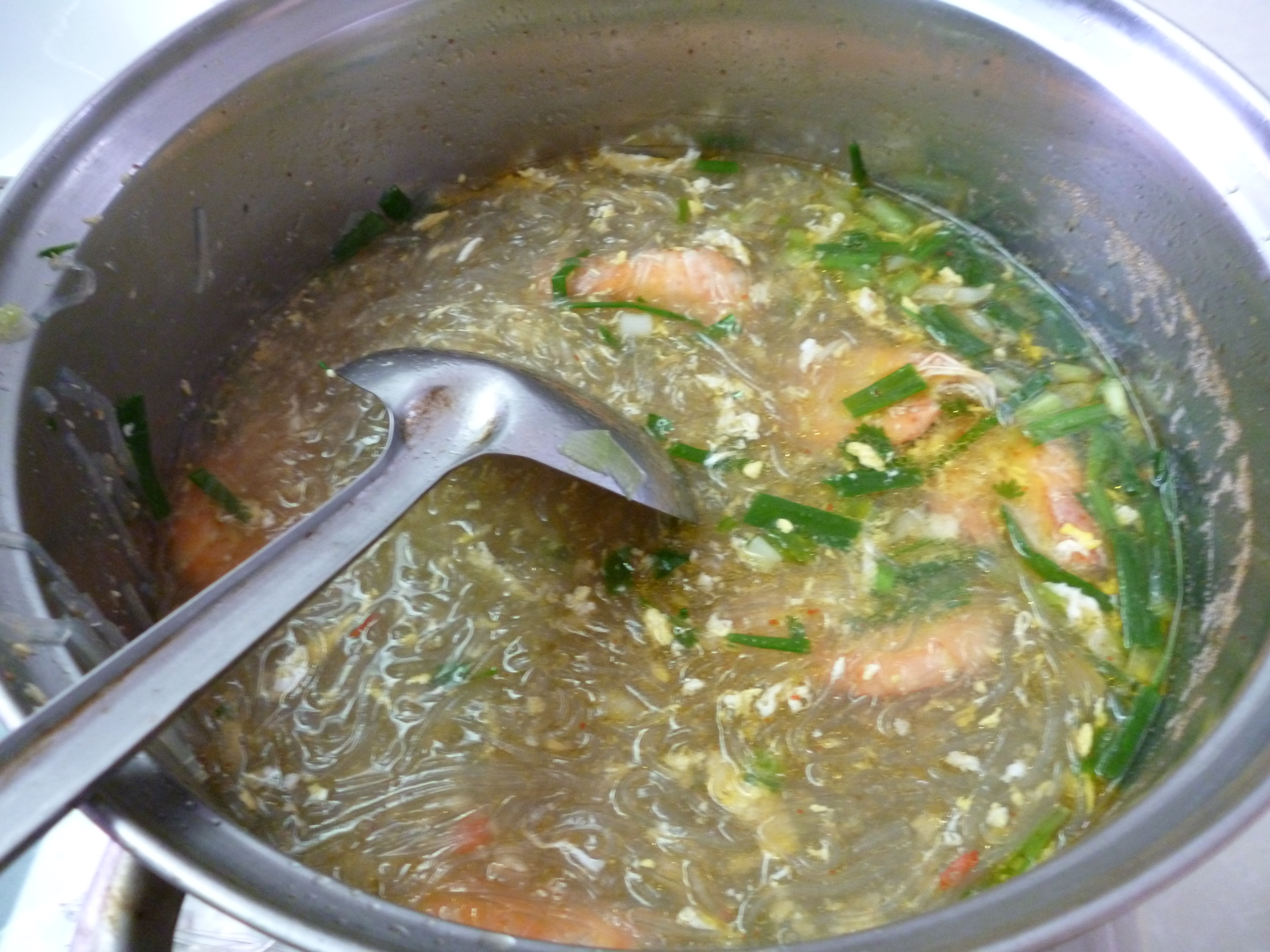
Một món miến cua tại Sài Gòn

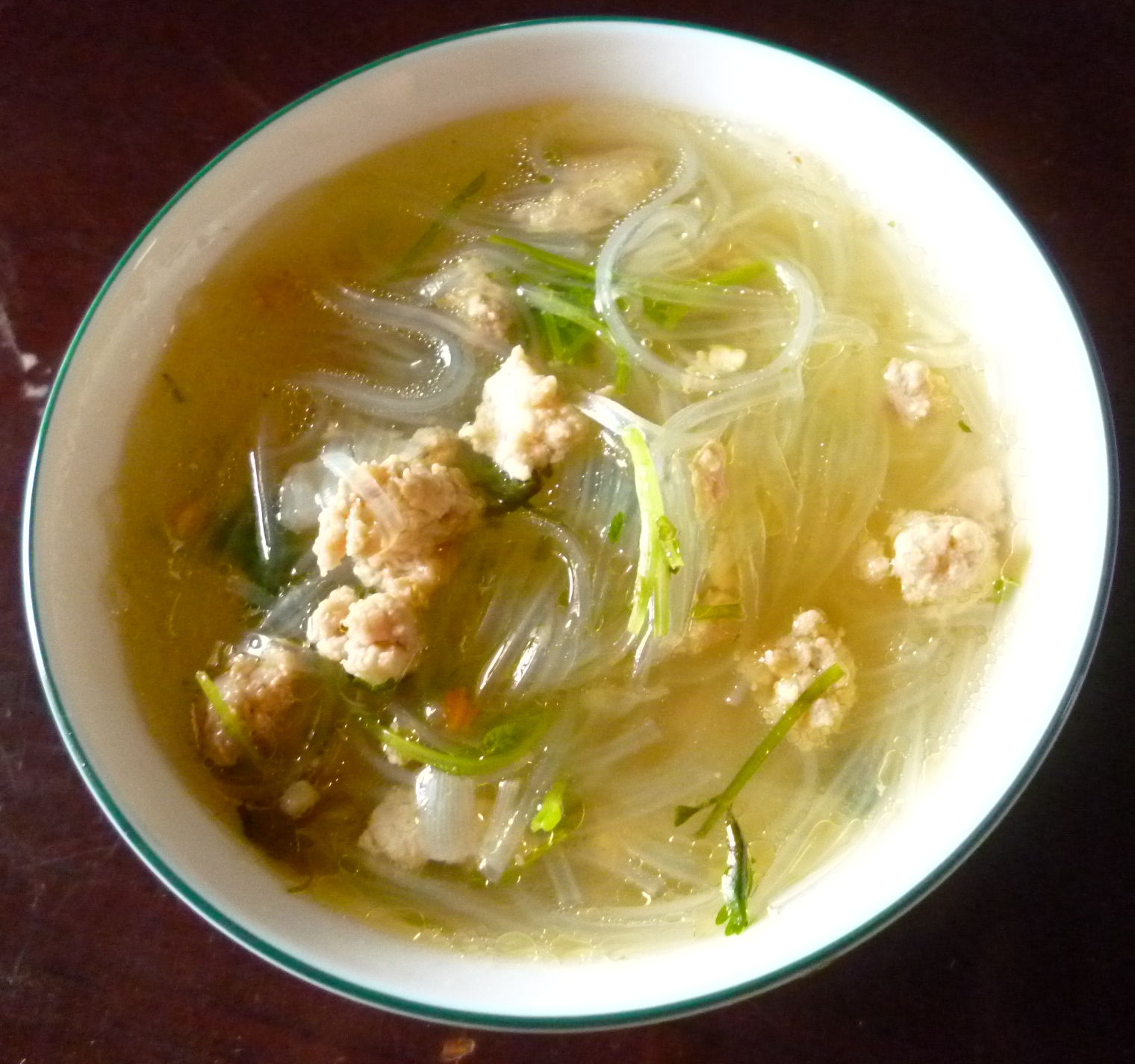
Một bát miến thịt bằm

Miến hay bún Tàu là loại mì gạo dạng sợi khô, được chế biến từ bột khoai lang, bột dong, bột đậu xanh hoặc bột sắn, bán thành từng bó khoảng 1 lạng. Tại Việt Nam, hai loại phổ biến nhất bao gồm: bún tàu (hay bún tào), được sản xuất từ tinh bột đậu xanh và du nhập bởi cộng đồng người Hoa; và miến (còn gọi là miến dong), được làm từ củ dong riềng, là sản phẩm truyền thống của người Việt. Sợi miến làm từ bột dong thường ngon hơn: dai, trong, không "trương" lên trong lúc ăn. Nói chung, miến là một thứ đồ ăn khô sơ chế phổ biến trong các hàng quán ăn nhanh lẫn trong gia đình Việt Nam, chỉ đứng sau bún. Ở các thành phố lớn, miến cũng góp mặt trong các món ăn đường phố thông dụng như miến ngan, miến cua, miến lươn,...

## Từ nguyên
Từ "miến" (chữ Hán: 麵) trong tiếng Việt được vay mượn từ tiếng Trung. Trong tiếng Trung "miến" 麵 có nghĩa là loại thức ăn dạng sợi làm từ bột, khi ăn cần phải trụng nước sôi, nhưng trong tiếng Việt "miến" lại được dùng để chỉ riêng một dạng của thức ăn này. Miến trong tiếng Trung được gọi là "粉絲" (Hán-Việt: phấn ti) hoặc "粉條" (phấn điều).

## Chế biến
Khi ăn rửa qua cho sạch và trụng trong nồi nước dùng, rồi bỏ trực tiếp vào bát. Thưởng thức trong ngày lễ, tết, cúng, giỗ ở các vùng nông thôn miền Bắc Việt Nam không thể nào thiếu bát miến măng khô nấu cùng với lòng gà, mộc nhĩ, nấm hương và các gia vị khác. Có thể ăn chan với cơm tẻ, có thể ăn không. Trong món nem, người ta cũng cắt nhỏ miến trộn vào.